# Schendylops bolivianus
Schendylops bolivianus är en mångfotingart som först beskrevs av Filippo Silvestri 1897.  Schendylops bolivianus ingår i släktet Schendylops och familjen småjordkrypare.
Artens utbredningsområde är Bolivia. Inga underarter finns listade i Catalogue of Life.